# コイニー
コイニー株式会社（Coiney, Inc.）は、東京都渋谷区に本社を置く、決済サービスを提供する企業である。

## 概要
- 社名: コイニー株式会社
- 設立: 2018年2月1日
- 代表取締役社長：卜部宏樹

- 代表取締役: 佐俣奈緒子
- 取締役: 井尾慎之介 、佐藤裕介
- 資本金: 7,500万円
- 所在地: 〒150-0011 東京都渋谷区東3丁目16番3号 エフ・ニッセイ恵比寿ビル4階
- 事業内容: 決済サービスの提供
- 株主: ヘイ株式会社
- 関連会社: ヘイ株式会社、ストアーズ・ドット・ジェーピー株式会社

## 沿革
- 2012年
  - 3月 - コイニー株式会社設立
  - 9月 - アジア最大級の資金調達・事業提携の場「RISING EXPO」にて優勝[2]
- 2013年
  - 4月 - 株式会社クレディセゾンと業務提携し、Visa、MasterCardブランドからCoineyサービスの提供を開始[3]
  - 8月 - クレディセゾンから約5億円の資金調達[4]
  - 10月 - 産業革新機構から約8億円の資金調達[5]
- 2015年
  - 1月 - 日本ベンチャー大賞「経済産業大臣賞（女性起業家賞）」を受賞[6]
- 2017年
  - 8月 - 三井住友海上キャピタル、三菱UFJキャピタル、電通デジタルホールディングス、SBIインベストメントなどより総額約11億円の資金調達[7][8]
- 2018年
  - 2月 - ストアーズ・ドット・ジェーピー株式会社とグループ化し、事業持株会社としてヘイ株式会社を設立[9]
- 2020
  - 4月 - サービス名を「Coiney」から「STORESターミナル」に変更
  - 6月 - 株式会社みずほ銀行、ユーシーカード株式会社と業務提携し、「STORESターミナル for <みずほ>」の取り扱いを開始